# Cratere Aryabhata

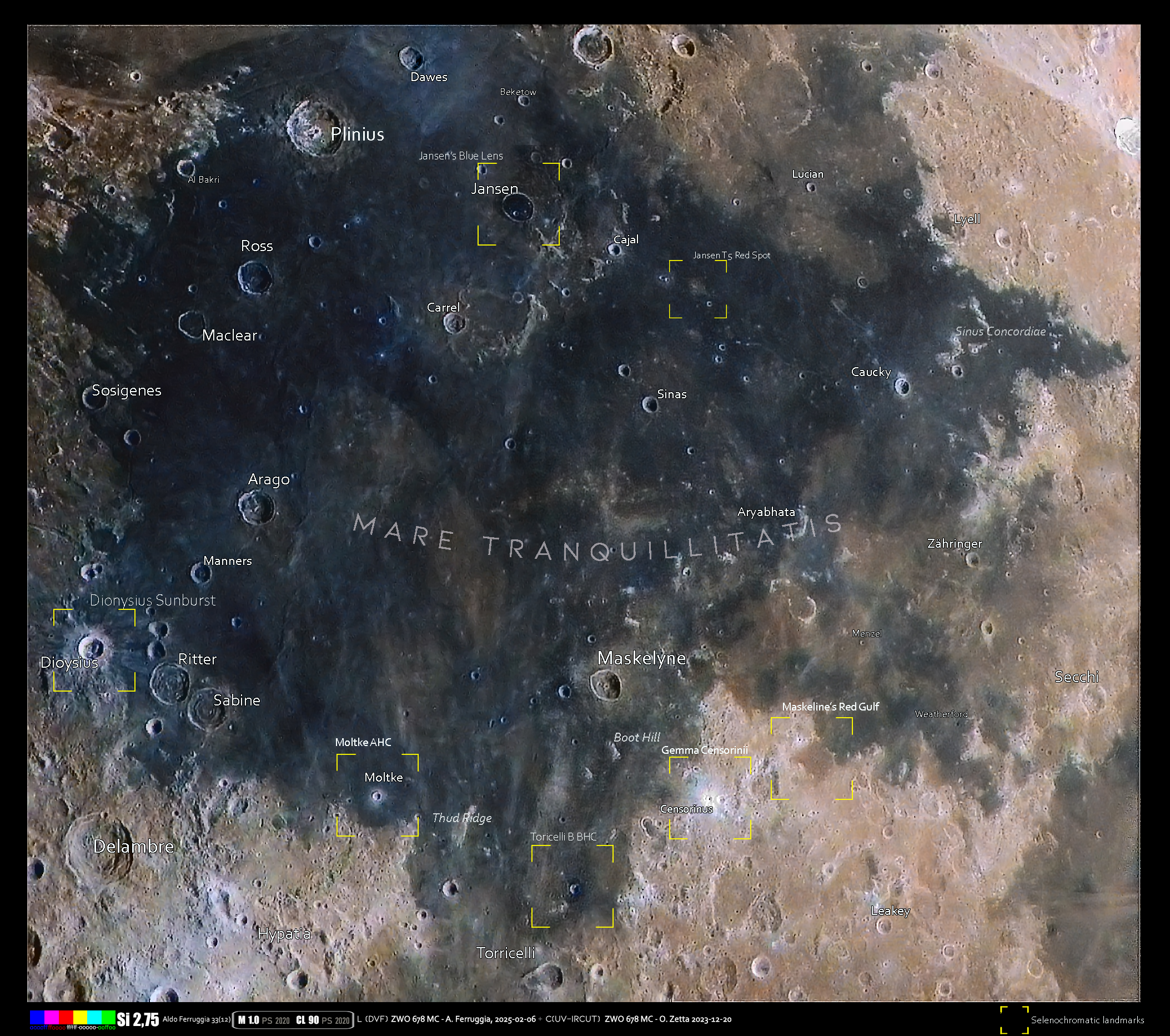
Area del cratere in formato selenocromatico

Aryabhata è un cratere lunare di 21,89 km situato nella parte nord-orientale della faccia visibile della Luna.